# جون روني
جون روني (بالإنجليزية: John Rooney) (و. 1990  م) هو لاعب كرة قدم، من المملكة المتحدة، ولد في ليفربول، مركز لعبه هو لاعب وسط.

## روابط خارجية
- جون روني على موقع الدوري الأمريكي (الإنجليزية)
- جون روني على موقع قاعدة بيانات كرة القدم.إي يو (الإنجليزية)
- جون روني على موقع Soccerbase.com (لاعب) (الإنجليزية)
- جون روني على موقع Soccerway.com (الإنجليزية)
- جون روني على موقع عالم كرة القدم.نت (الإنجليزية)
- جون روني على موقع GSA (الإنجليزية)